# Kappadokia

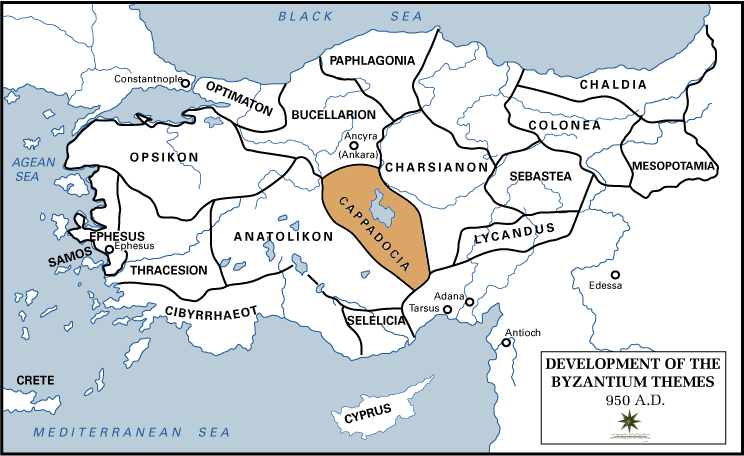
La Kappadokia nel 950.

Kappadokia fu uno dei themata dell'Impero Bizantino.

## Estensione del thema della Kappadokia

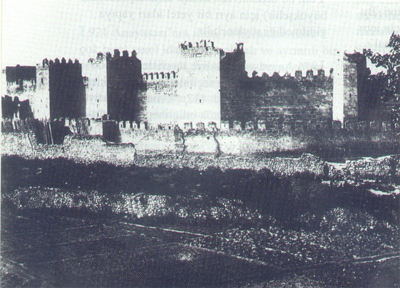
Mura di Kayseri in una foto del 1897.

Questo thema si trovava nel centro dell'Asia minore, nell'attuale Cappadocia. Durante il X secolo era sesto su trentuno in ordine di importanza nell'Impero Bizantino.

## La storia della Kappadokia
Inizialmente la Kappadokia faceva parte dell'Anatolikon. Nell'800 la Kappadokia si rivolta contro l'imperatrice Irene d'Atene (797-802), la rivolta fu capeggiata da Stauracio. Questo thema nel 1078 fu proclamato indipendente dal suo strategos Filareto Bracamio. In breve tempo la Kappadokia fu conquistata dai Turchi Selgiuchidi.

## Altro
Lo strategos prendeva venti libbre d'oro all'anno.
Questo thema forniva molti catafratti.